# دهستان خانگیران
دهستان خانگیران دهستانی در بخش مرکزی شهرستان سرخس در استان خراسان رضوی ایران به مرکزیت روستای گنبدلی است. این دهستان بر اساس مصوبه هیئت وزیران در تاریخ ۲۵ اسفند ۱۳۶۴ تأسیس شده‌است.

## جمعیت
براساس سرشماری مرکز آمار ایران در سال ۱۳۹۰، جمعیت دهستان خانگیران ۶٬۸۲۹ نفر (۱٬۸۵۴ خانوار) بوده‌است.